# Смрт у рају (8. сезона)
Осма сезона британске полицијске крими-драмедије Смрт у рају емитована је од 10. јануара до 28. фебруара 2019. године на каналу BBC One.

## Опис
У 2. епизоди на место позорника уместо Двејна долази братаница начелника Патерсона Руби. Након 6 епизоде, Флоренс одлази са острва након губитка дечка. На њено место у 7. епизоди долази Медлин Дума.

## Улоге
- Ардал О'Хенлон као ДИ Џек Муни
- Жозефин Жобер као ДН Флоренс Касел (епизоде 1−6)
- Тоби Бејкер као позорник Ж. П. Хупер
- Шико Амос као позорница Руби Патерсон (епизоде 2−8)
- Од Легастелоа као ДН Медлин Дума (епизоде 7−8)
- Елизабет Буржин као Кетрин Бордеј
- Дон Варингтон као начелник Селвин Патерсон

## Епизоде
| Бр. еп. (укупно) | Бр. еп. (у сезони) | Наслов                      | Редитељ         | Сценариста     | Премијера         | Гледаност у Британији (милиони) |
| --- | ------------------ | --------------------------- | --------------- | -------------- | ----------------- | ------------------------------- |
| 57 | 1                  | "Убиство у Оноре екпресу"   | Стјуарт Свасенд | Пол Лог        | 10. јануар 2019.  | 8,34                            |
| Пол Рејнор је избоден на смрт у аутобусу за Оноре. Једина четворица могућих осумњичених су још три путника и возач аутобуса, а нико није могао да почини злочин а да га остали не виде. Док је екипа истраживала, убрзо откривају да су све четири стране имале разлог да желе Рејнорову смрт због његове улоге у пљачки казина пре петнаест година, остављајући Џеку да утврди који је мотив подстакао убиство.                                                      |                    |                             |                 |                |                   |                                 |
| 58 | 2                  | "Баш животињско убиство"    | Стјуарт Свасенд | Џастин Јанг    | 17. јануар 2019.  | 7,91                            |
| Месни чувар зоолошког врта Ксандер Шепард пронађен је упуцан у леђа отровном стрелицом. Једини могући осумњичени су остали чланови његовог особља – међу којима су и његови жена, брат и сестра – који су сви били једно са другим у тренутку смрти. Како истрага открива везе са смрћу у зоолошком врту о којој се причало пре много година, екипа такође мора да убаци свог најновију чланицу екипе − Руби Патерсон, начелникову братаницу која је тек дипломирала. |                    |                             |                 |                |                   |                                 |
| 59 | 3                  | "Боље да ниси ни била ту"   | Сара О'Ѓорман   | Џејмс Хол      | 24. јануар 2019.  | 7,54                            |
| Телевизијска водитељка Катрина Мекви убијена је док је снимала најновију епизоду свог програма путовања на острву. Чини се да неслагања са њеним продуцентом Билом Калдером указују на могући мотив, али када је и сам Бил касније убијен, Џек истражује потпуно нов ток истраге. У међувремену, Флоренс се враћа са одсуства и објављује веридбу. |                    |                             |                 |                |                   |                                 |
| 60 | 4                  | "Дан фрапе смрти"           | Сара О'Ѓорман   | Том Неш        | 31. јануар 2019.  | 7,98                            |
| Месни тајкун кафе Бенедикт Дакре убијен је пошто је објавио намеру да прода породични посао и повуче се. Џек и екипа сумњају да је неко од његове родбине, љубоморан на намере, повукао окидач, али међупородично противништво додатно усложава истрагу. У међувремену, начелник Патерсон тражи од Џека да испита противзаконити ланац тркања ракова који ради на острву.                                                                                             |                    |                             |                 |                |                   |                                 |
| 61 | 5                  | "Преко сињег мора (1. део)" | Џермејн Џулијен | Сало Абот      | 7. фебруар 2019.  | 7,47                            |
| Месна рибарска заједница шокирана је када је њихова краљица фестивала Тијана Палмер убијена док је била на свом првом путовању бродом око острва. Џек покушава да открије како би нестала векна хлеба могла бити повезана са убиством, али ствари се додатно усложавају када је Флоренсин вереник Патрис повезан са жртвом. |                    |                             |                 |                |                   |                                 |
| 62 | 6                  | "Преко сињег мора (2. део)" | Џермејн Џулијен | Роџер Енстон   | 14. фебруар 2019. | 7,75                            |
| Трагедија се дешава близу куће, остављајући екипу у шоку. Како су две жртве сада доживеле судбину истог убице, Џек схвата да мора брзо да доведе случај до краја како би спречио даље жртве. Нови траг даје екипи могући идентитет убице. |                    |                             |                 |                |                   |                                 |
| 63 | 7                  | "Убиство на радио-таласима" | Ричард Сини     | Роберт Торогуд | 21. фебруар 2019. | 7,61                            |
| Месни ди-џеј Дези Диксон је убијен у закључаној соби током директног преноса свог недељног радио програма. Колега ди-џеј Бани Хикс који је дуго чекао да уђе у Дезијеве ципеле, ускоро постаје главни осумњичени јер његов алиби није успео да издржи испитивање. Али док збуњујући случај испитује вештине екипе у решавању загонетки до крајњих граница, Џек доспева у истрагу унутрашње контроле коју води ДН Медлин Дума.                                         |                    |                             |                 |                |                   |                                 |
| 64 | 8                  | "Убиство почиње код куће"   | Ричард Сини     | Џејмс Хол      | 28. фебруар 2019. | 8,09                            |
| Јака олуја захватила је острво, приморавајући тројицу кампера и њиховог вођу путовања да потраже уточиште. Наредног јутра, један од кампера, Адам Реншо, је мртав. Његово тело је некако бачено у закључану полицијску станицу. Џек не само да мора да утврди ко је убица, већ и како је успео да остави жртву на њоховом прагу. |                    |                             |                 |                |                   |                                 |